# San José Villanueva
San José Villanueva è un comune del dipartimento di La Libertad, in El Salvador.
La città si trova nella parte meridionale del dipartimento e confina con i comuni di Nuevo Cuscatlán a nord, Huizucar a est, La Libertad a sud e Zaragoza a ovest. 
Nella città si trova un sito archeologico importante, chiamato "Peidra Pintada” (pietra dipinta), una roccia con tre metri di iscrizioni di antichi geroglifici.